# Juan Manuel García Muñoz
Pour les articles homonymes, voir García.
García  Muñoz est un nom espagnol. Le premier nom de famille, en général paternel, est García ; le second, en général maternel, souvent omis, est Muñoz.
Juan Manuel García Muñoz (né le 16 décembre 1965 à Jerez de la Frontera,) est un coureur cycliste espagnol, professionnel à la fin des années 1980. Il a remporté une étape du Tour d'Aragon et du Tour du Portugal.

## Palmarès
- 1985
  - Gran Premio Feria de San Pedro
- 1987
  - Prueba Alsasua
- 1988
  - 2e étape du Tour d'Aragon
- 1989
  - 3e étape du Tour du Portugal
- 1990
  - Gran Premio Feria de San Pedro
- 1993
  - 1re étape du Tour du Béarn-Aragon
  - 3e du Trophée Guerrita